# Florina
Florina é uma cidade da Grécia, na Macedónia Ocidental, capital da unidade regional homónima. Florina é uma das cidades por onde passava a importante estrada romana Via Egnácia que, juntamente com a Via Ápia, conectava Roma a Bizâncio. A primeira menção a Florina ocorreu em 1334, quando Estêvão Úresis IV nomeou Sphrantzes Palaeologus comandante da província composta pelas cidades de Chelerenon (Florina), Soskos, Stridola e Debre.
Esta cidade recebeu em 2007 a distinção EDEN para destinos rurais de excelência.